# Paul Ho Hyob
Paul Ho Hyob ou Paul Hŏ Hyŏb (en coréen 허협 바오로) est un soldat chrétien coréen, martyr et saint catholique, né en 1796 à Séoul en Corée, mort fin janvier ou début février 1840 à Séoul.
Reconnu martyr et béatifié en 1925 par le pape Pie XI, il est solennellement canonisé à Séoul par Jean-Paul II le 6 mai 1984 avec 102 autres martyrs de Corée. 
Saint Paul Ho Hyob est fêté le 30 janvier et le 20 septembre.

## Biographie
Paul Ho Hyob naît dans la ville Séoul, en Corée, en 1796. Paul Ho devient soldat de l'armée coréenne. Il est réputé être très bon catholique. Peu d'autres éléments sont connus de lui et de sa vie avant son arrestation.
Lors des persécutions, Paul Ho est arrêté comme catholique. Il est torturé, pour lui faire renier sa foi. Ses jambes sont torturées par torsion ; il est piqué ou tailladé avec des objets tranchants. Il reçoit aussi 70 coups de club, mais refuse de renier sa foi.
Pourtant, quelques semaines après, Paul Ho renie sa religion. Mais il se repent aussitôt, s'adresse au juge et lui affirme qu'il avait renié sa religion uniquement avec les lèvres, pas avec le cœur. Il lui dit qu'il est toujours catholique. En signe de repentance, les gardes de la prison lui demandent d'ingérer des excréments et de l'urine, ce qu'il fait. Puis ils lui demandent de s'incliner devant un crucifix, alors il se prosterne jusqu'au sol devant le crucifix.
Paul Ho Hyob reçoit de nombreux coups dans sa prison. 130 coups de club lui sont assénés. Il meurt à la suite de ces coups, à Séoul le 30 janvier 1840, ou bien l'un des deux jours suivants, le 31 janvier ou le 1er février.

## Canonisation
Paul Ho Hyob est reconnu martyr par décret du Saint-Siège le 9 mai 1925 et ainsi proclamé vénérable. Il est béatifié (proclamé bienheureux) le 5 juillet suivant par le pape Pie XI.
Il est canonisé (proclamé saint) par le pape Jean-Paul II le 6 mai 1984 à Séoul en même temps que 102 autres martyrs de Corée. 
Saint Paul Ho Hyob est fêté le 30 janvier, qui est approximativement le jour anniversaire de sa mort, et le 20 septembre, qui est la date commune de célébration des martyrs de Corée.